# Doha Convention Center Tower
Доха конвеншен сентер тауэр (англ. Doha Convention Center Tower) — строящийся сверхвысокий небоскрёб в городе Доха, Катар. Проектная высота здания по уровню крыши — 551 метр. Строительство было заморожено в 2010 году, поскольку выяснилось, что такое высокое здание будет создавать опасность для самолётов, садящихся и взлетающих в аэропорту Дохи. Предполагается, что строительство будет возобновлено после строительства нового аэропорта Дохи примерно в трёх километрах к востоку от существующего. Эта задержка означает, что первоначальные сроки сдачи здания в эксплуатацию были сдвинуты с 2012 на 2016 год.
Башня будет иметь форму сужающегося кверху обелиска, на нижних этажах разместятся офисы, а на верхних — гостиница и элитные апартаменты. На самом верху, в специальном стеклянном цилиндре будет оборудован частный клуб.